# Extatosoma tiaratum
Bọ que gai khổng lồ (Danh pháp khoa học: Extatosoma tiaratum) là một loài bọ trong họ Phasmatidae. Chúng là một trong những loài động vật đơn tính mới được phát hiện.

## Đặc điểm
Chúng là những bà mẹ động vật không cần giao phối với con đực nhưng vẫn hoàn toàn có thể sinh con. Chỉ khi tìm được con đực mà nó cảm thấy đồng ý, loài bọ que này mới chịu giao phối. Nguyên nhân loài bọ que này không thích giao phối do giao phối hao tổn sức lực, tình dục sẽ khiến con cái hao tâm tổn sức, do đó, chúng thích tự sinh sản mà không cần con đực. Khi không muốn giao phối, nó tiết dịch có mùi chống kích thích tình dục ở con đực, nếu vẫn bị ép buộc, nó sẽ dùng bạo lực với con đực. Con cái thậm chí còn đánh lại con đực. Tuy vậy, thường con đực mạnh hơn nên con cái vẫn bị khuất phục.
Loài này sẽ giao phối với con đực khi tìm thấy bạn tình phù hợp, tuy nhiên, chúng cũng có thể tự sinh sản mà không cần nhờ tới con đực. Đầu tiên, chúng phát ra mùi hương chống kích thích tình dục để ngăn con đực bị quyến rũ. Nếu con đực vẫn kiên trì tấn công, nó sẽ cong bụng, giơ chân đá vào con đực. Những con cái bắt đầu quá trình sinh sản đơn tính không còn hấp dẫn con đực, do đó, những con cái này lại tiếp tục có cơ hội để tái sinh sản đơn tính. Tuy nhiên, con đực thường chiến thắng trong cuộc chiến đòi quyền giao phối, mặc cho con cái kháng cự. sinh sản đơn tính rất hiếm, thậm chí hiếm khi xuất hiện ở những loài đầy đủ khả năng trinh sản